# 타자알호세이마타우나트 지방

타자알호세이마타우나트 지방

타자알호세이마타우나트 지방(아랍어: تازة الحسيمة تاونات, 프랑스어: Taza-Al Hoceima-Taounate)은 모로코를 구성하던 16개 지방 가운데 하나로 모로코 북부에 위치했다. 행정 중심지는 알호세이마이며 면적은 24,155km2, 인구는 1,807,113명(2004년 기준)이다. 3개 주(알호세이마 주, 타우나트 주, 타자 주)를 관할했다. 2015년에 실시된 행정 구역 개편에 따라 폐지되었다.